# Миральес-и-Галауп, Францеск

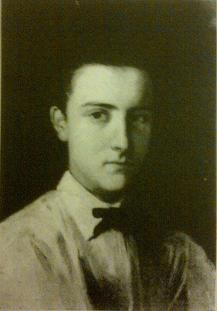
Ф.Миральес, Автопортрет в возрасте 16-ти лет (1864)

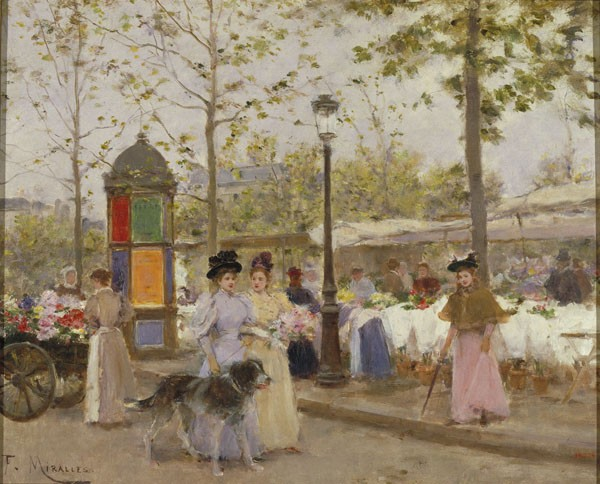
Ф.Миральес, Весна

Францеск Миральес-и-Галауп (кат. Francesc Miralles i Galaup, род. 6 апреля 1848 г., Валенсия — ум. 30 октября 1901 г., Барселона) — каталонский художник конца XIX столетия, мастер жанровой и портретной живописи.

## Жизнь и творчество
Родился в зажиточной, буржуазной семье. Когда будущему художнику исполнилось 5 лет, Миральесы переезжают в Барселону. В 1855 году он поступает в частный католический колледж в Матаро, одном из городов-спутников Барселоны. В этой школе Францеск начинает много рисовать, делая зарисовки в своём дневнике и записках, тогда же решает в будущем стать живописцем. Родители не одобряли увлечение сына, рассчитывая впоследствии на его деятельное участие в семейном бизнесе. После окончания колледжа несколько лет занимался живописью под руководством художника Рамона Марти-и-Альсина. В отличие от своего учителя, писавшего преимущественно пейзажи, Миральес интересуется больше жанровыми сюжетами.
В возрасте 18 лет, при финансовой поддержке родителей, уезжает в Париж. В первые несколько лет совершенствует свою технику рисунка, копируя картины старых мастеров в Лувре, снимает небольшие ателье на Монмартре и на рю-Лаффитт. Стилистически работы Ф.Миральеса в этот период близки творчеству Александра Кабанеля. Постепенно произведения его получают известность, Мираллес регулярно выставляет свои картины в Парижском салоне и в известнейшей барселонской галерее Sala Parés; через французскую фирму Goupil & Cie, занимавшуюся посредническими продажами произведений искусства — одну из крупнейших мировых торговых агентов в этой области, он завоёвывает клиентуру среди состоятельных коллекционеров Европы и Америки. В 1893 году художник, заболев хроническим бронхитом, через год после смерти своих родителей, по настоянию врачей, переезжает в Барселону, где более тёплый и мягкий климат. Несколькими годами ранее в Барселону также возвращается его сестра Кармен, с которой у Францеска были близкие и тёплые отношения. Миральес специализируется на произведениях жанровых; изображает светскую, салонную жизнь, пишет женские портреты. Большую и серьёзную поддержку он получает от своего друга, промышленника и филантропа Сальвадора Андреу. Вернувшись в Испанию, художник был хорошо принят в Барселоне в кругу творческой интеллигенции. Среди прочих заказов, полученных в том числе и через Сальвадора Андреу, Миральес выполняет декоративные работы по украшению нового концертного зала барселонского оперного театра Лисео.

## Галерея

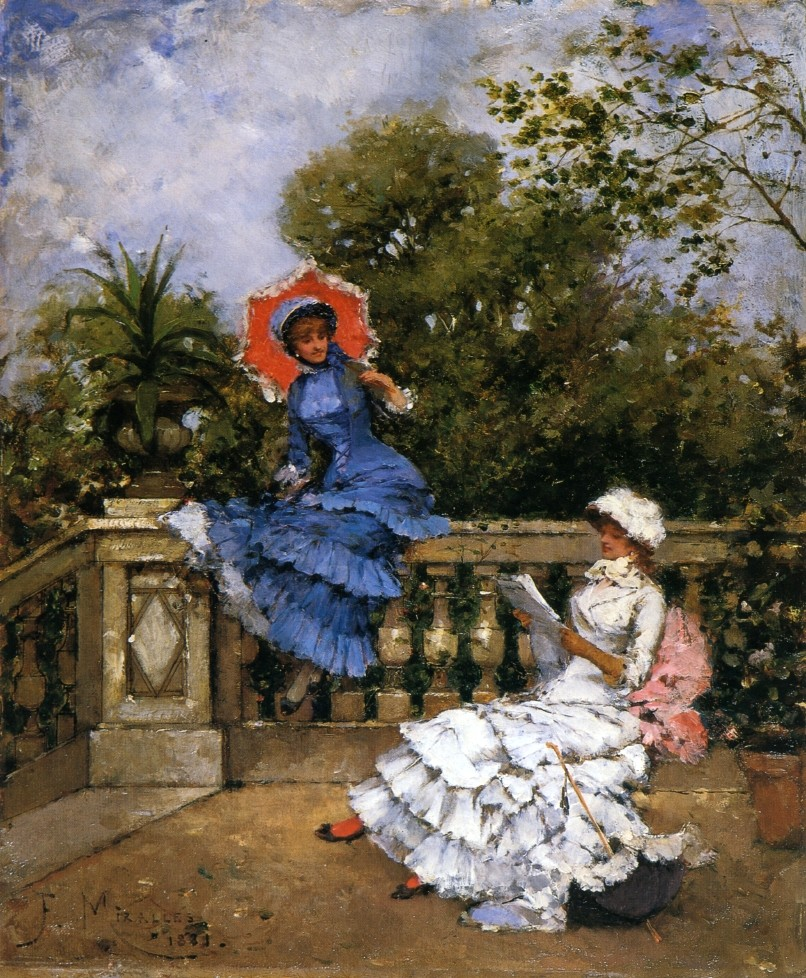
Чтения в саду (1883)
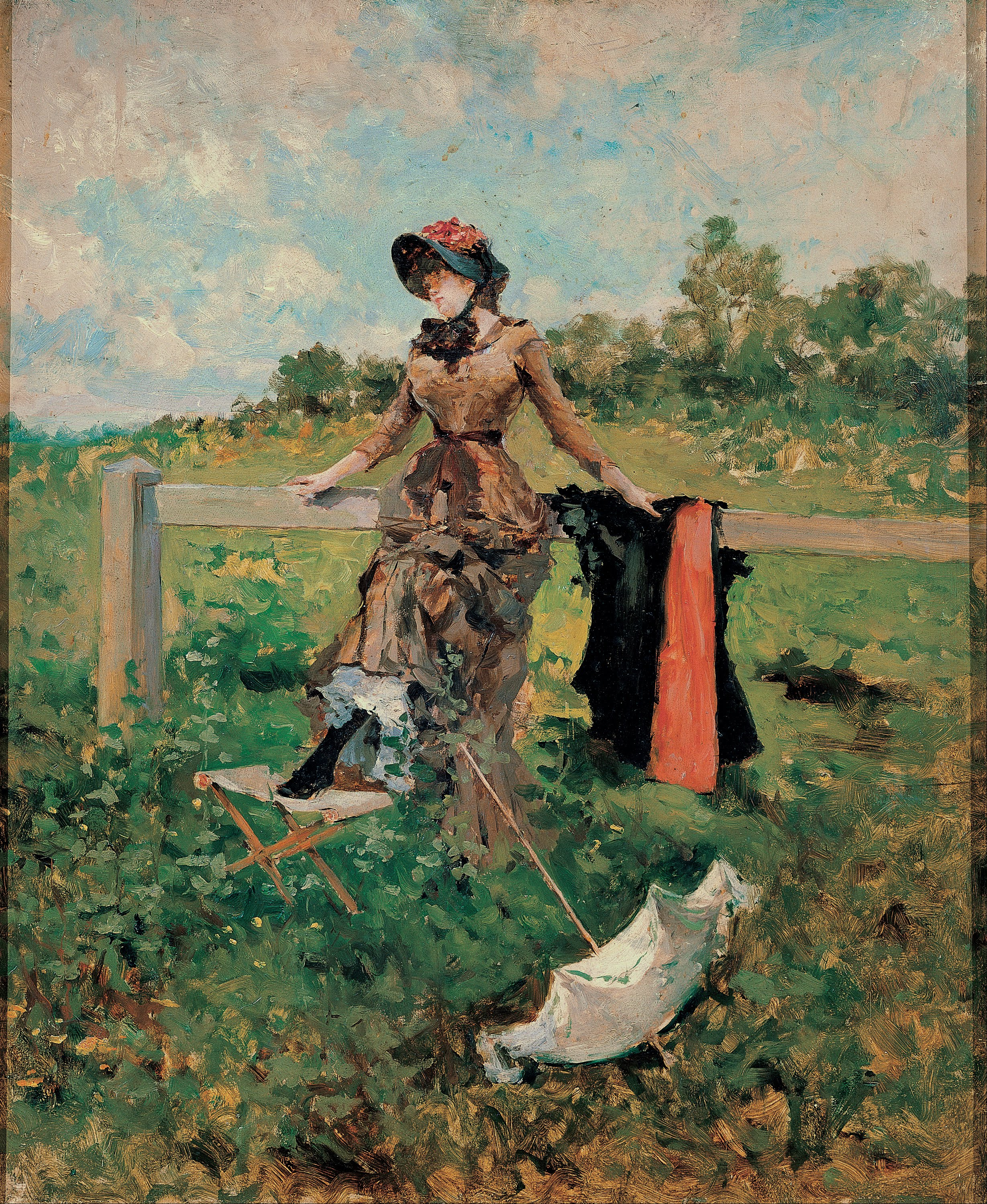
Дама с зонтиком
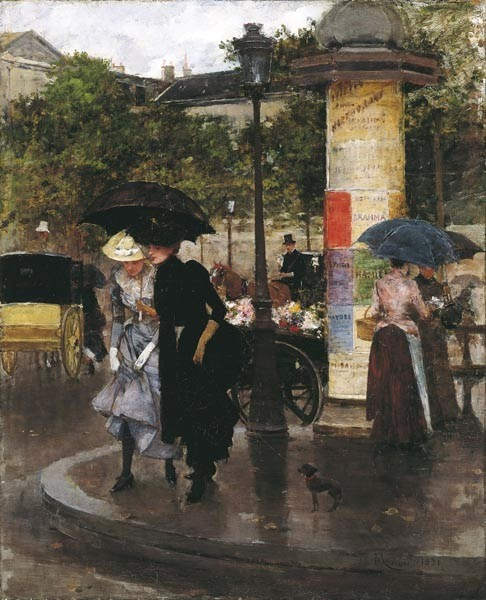
На улице в дождливый день (ок. 1891)
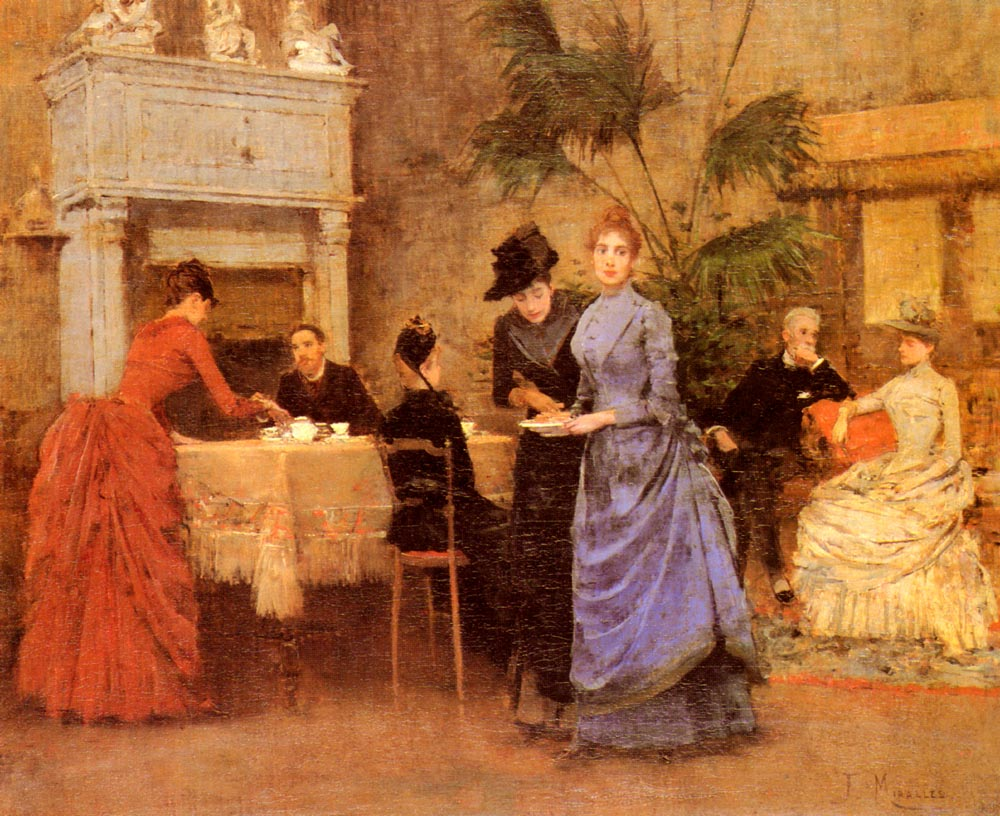
Вечерний чай
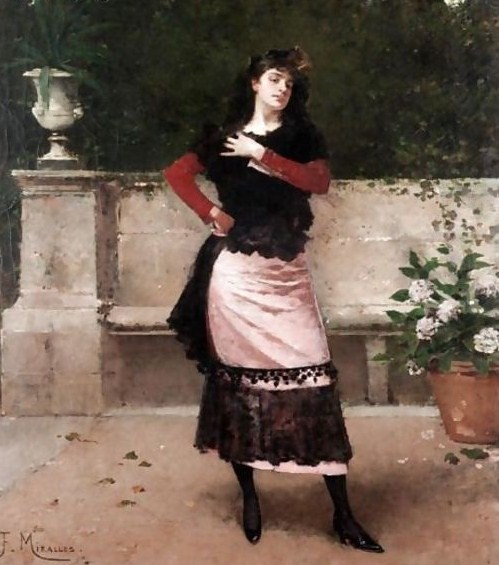
Манола
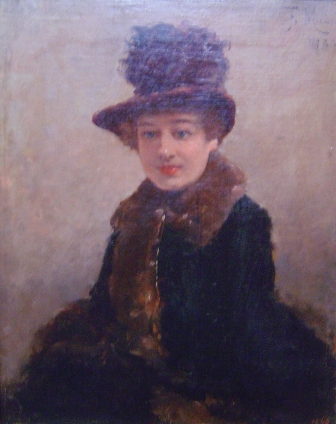
Портрет незнакомки

## Дополнения
- Аркадия-аукцион, с рядом работ Ф.Миральеса